# Golf de Biafra
El golf de Biafra (també badia de Biafra o golf de Bonny) és un golf de l'oceà Atlàntic, a la part occidental d'Àfrica, en l'angle nord-est del golf de Guinea, en les costes de Nigèria i Camerun al nord i de Guinea Equatorial i Gabon a l'est.
Entre els segles xvi i xix va ser un dels centres de compra d'esclaus, principalment en les actuals costes nigerianes.